# 福岡市立春吉中学校
福岡市立春吉中学校（ふくおかしりつはるよしちゅうがっこう）とは、福岡県福岡市中央区清水にある公立の中学校である。
近接の玉川、塩原校区だけでなく、校名の通り中央区の春吉校区が飛地で通学区域に含まれる。

## 沿革
- 1947年4月 福岡市立春吉小学校内で中学校創立。当時の学級数は6学級。
- 1961年9月 新校舎にて授業開始。
- 2007年11月 創立60周年記念式典を開催。

## 教育理念
- 学校の教育目標は、「確かな学力、豊かな心、すこやかな体を持った生徒の育成」。
- 校訓は「思いやりのある生徒」、「感謝の心を持つ生徒」という目標から『礼譲』、「社会性を身につける生徒」という目標から『信義』、「主体的に判断できる生徒」、「努力が出来る生徒」という目標から『勤勉』といった三つがある。

## 交通
西鉄バス「薬大前」停留所が正門そばにある。鉄道駅では西鉄高宮駅、JRでは竹下駅が最寄り。

## 行事
- 一学期
  - 始業式 (4月)
  - 入学式 (4月)
  - オリエンテーション (6月)
  - 部活動保護者会 (5月)
  - 体育会 (5月)
  - 生徒総会 (6月)
  - 職場体験学習 (2年) (6月)
  - 自然教室 (1年) (7月)

- 二学期
  - 合唱コンクール (10月)
  - 小学6年体験入学 (10月)
  - 友愛セール (10月)
  - 生徒会役員改選 (10月)
  - クラスマッチ (全学年) (11月)
  - 博物館学習 (2年) (12月)

- 三学期⚪︎
  - 修学旅行（2年）（12月）
  - 立志式（2年）
  - 3年生を送る会
  - 卒業式（3月）
  - 修了式（3月）

## 部活

### 運動部
- 野球部
- サッカー部
- ソフトテニス部 (男子・女子)
- バスケ部 (男子・女子)
- バレー部 (女子)
- 剣道部 (男子・女子)
- ハンドボール部 (女子)

### 文化部
- 吹奏楽部
- 美術部
- 太鼓部
- 放送部

### 過去にあった部
- 新体操部 (～2006年)
- 演劇部

## 著名な出身者
- 金田昇大 - よしもとクリエイティブ・エージェンシー福岡支社所属。芸名ショウきん（元スリーナイン）。

## その他
- 生徒数は540名。 (2010年現在)
- もともとは中央区で開校され、のちに現在地に移転したことから、現在も通学区域に春吉小学校校区を含む。その一部である西中洲からは最長で3.7kmと非常に離れているため、春吉小学校区の生徒は大部分が西鉄バスで通学している[1]。